# Celesteacusticados!
Celesteacusticados! es el séptimo álbum de estudio de Celeste Carballo, lanzado en 2004.
Al igual que el anterior, "Celesteacústica", este disco consiste en versiones unplugged, incluyendo aquí "Aprendizaje", de Sui Generis; "Yo vengo a ofrecer mi corazón", de Fito Páez; "Mercedes Benz", de Janis Joplin; "Veneno", de La Negra, pero conocido en la versión de La Renga, y temas propios como "Todo empieza", "Como loca", "Una estrella" y "Qué suerte que viniste".
También se incluye "Buenos Aires no tiene la culpa", un tango que Celeste firma junto al maestro José Colángelo.
El arte de tapa estuvo a cargo del artista Ernesto Bertani, con su obra "Bandera".

## Lista de temas
1. Es la Vida que me Alcanza. (Celeste Carballo)
2. Todo Empieza. (Celeste Carballo/Dany Tomas)
3. Agua. (Andrés Ciro Martínez/Daniel Alberto Fernández)
4. Aprendizaje. (Charly García)
5. Como Loca. (Fabián Von Quintiero/Celeste Carballo)
6. Una Estrella. (Celeste Carballo)
7. Veneno. (Marcelo Alberto Ferrari)
8. Mercedes Benz. (Janis Joplin/M. Mc Clure)
9. Que Suerte que Viniste. (Celeste Carballo)
10. Cuando Seamos del Amor. (Celeste Carballo/Cuti Carabajal)
11. Buenos Aires No Tiene la Culpa. (Celeste Carballo/José Colángelo)
12. Yo Vengo a Ofrecer mi Corazón. (Fito Páez)

## Músicos
- Celeste Carballo: Guitarras, bajo, batería, percusión, Fender telecaster y voz.
- Fabián Von Quintiero: Teclados, bajo y arreglos.
- Martín Otiveros: Percusión, udú y palo de agua.
- Alejandro Terán: Viola y arreglo de cuerdas.
- Marta Roca: Violín 1.º.
- Christine Brebes: Violín 2.º.
- Dimitri Rodnoi: Chelo.
- Lucio Mazaira: Batería.
- Lucio Mazaira H.: Piano y arreglos.
- Paloma Sneh: Saxo.
- María de los Ángeles Zanzi: Oboe.
- Pablo Memi: Contrabajo.
- Guillermo Romero: Piano y arreglos.
- Diego Cuellar: Bombo, bombo legüero y palo de agua.
- Horacio Romo: Bandoneón.
- Lisandro Fiks: Contrabajo.
- Henry Donati: Pedal Steel.
- Horacio Casadey: Hammond.

## Músicos invitados
- Fabián Von Quintiero: Teclados, bajo y arreglos en "Como loca".
- José Colangelo: Bandoneón en y arreglos en "Buenos Aires no tiene la culpa".
- Cuti Carabajal: Guitarras y voz en "Cuando seamos del amor".
- Lucio Mazaira H. (Shamanes): Piano, arreglos y voz en "Es la vida que me alcanza".
- Pablo Guerra: Guitarra en "Que suerte que viniste".